# Vida Guerra
Vida Guerra (La Habana, Cuba, 19 de marzo de 1974) es una modelo, actriz y cantante cubana. Su primera aparición notable fue en la edición de FHM USA en diciembre de 2002; desde entonces, ha posado en otras revistas para caballeros siendo la última y la más importante Playboy.

## Biografía
Nacida en La Habana, Cuba, Vida emigró con su familia a los Estados Unidos a la ciudad de Perth Amboy, Nueva Jersey.
Ha participado con la cadena Univisión en el programa El gordo y la flaca.
En abril de 2005, un hacker accedió ilegalmente al espacio privado de su servicio contratado con T-Mobile de su teléfono móvil. Docenas de fotografías, incluyendo imágenes con desnudos, fueron distribuidas por Internet. Vida manifestó que las imágenes difundidas eran montajes de otra mujer, para crear el aspecto falso de que ella era la mujer desnuda. Sin embargo, el representante de la revista donde fueron impresas, mantuvo que los desnudos eran de Vida Guerra y que ella las había expuesto deliberadamente como un truco publicitario.
En 2010 Guerra colaboró con una campaña publicitaria de la organización que defiende los derechos de los animales, PETA. Guerra es vegetariana y ecologista. 
En julio de 2006, la revista Playboy publicó las primeras fotos desnudas formales de Guerra. Parte de su motivación para posar en esta revista fue, según ella, por el incidente con el teléfono móvil; ella buscaba que la gente la viera como realmente es desnuda.

## Filmografía
- Dorm Daze 2 (2006)
- Fake Preacher (2005)